# Guayre

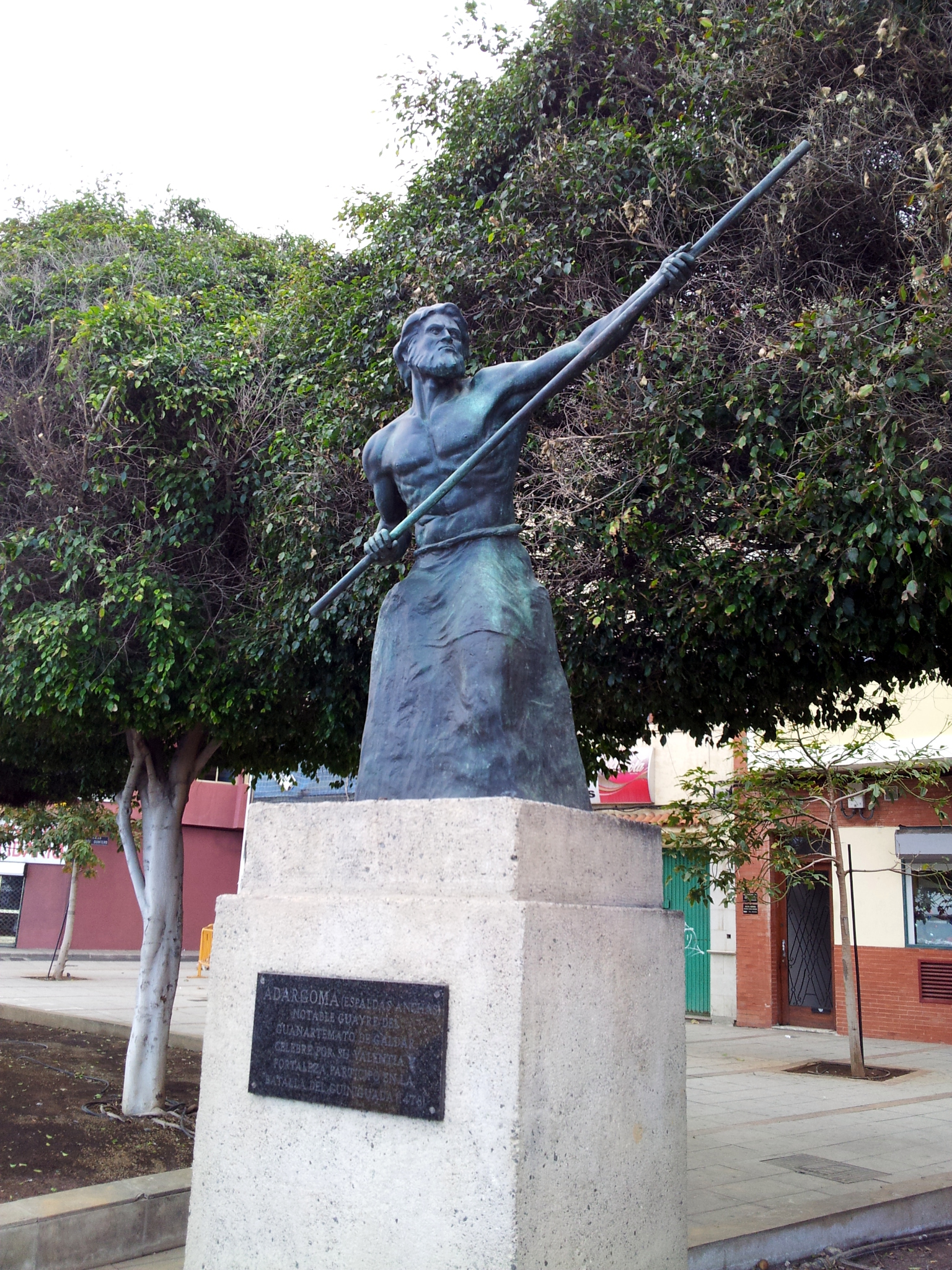
Escultura del guayre Adargoma, obra de Manolo González Muñoz, en la plaza de Santa Isabel (Las Palmas de Gran Canaria).

Guayre era el nombre con el que los aborígenes de la isla de Gran Canaria —Canarias, España— denominaban a una especie de capitán o jefe tribal de su sociedad antes de la conquista europea.

## Etimología
Término de procedencia aborigen que aparece en la documentación histórica también con las variantes gaire, gayre y guaire.
En cuanto a su significado, el filólogo Juan Álvarez Delgado propone que está relacionada con el vocablo bereber amgar, 'grande', 'viejo', 'notable', 'jefe', 'capitán de guerra', y es esta la traducción que da al término. Por su parte, el también filólogo e historiador Ignacio Reyes da como traducción 'persona superior, notable' desde una posible forma primitiva ggwair.

## Características
Los guayres formaban parte de la casta noble entre los antiguos canarios, siendo jefes cantonales de las diferentes demarcaciones en que se dividía la isla. Formaban parte del consejo o sábor que ayudaba al guanarteme o rey en el gobierno, y eran además los capitanes de guerra.
En tiempos de la conquista de las islas existían en total doce guayres, seis en Gáldar y otros seis en Telde.

## Historia yguayresconocidos
Los guayres en la época de la conquista de la isla entre 1478 y 1483 eran, en Telde: Autindana, Bentagay, Bentohey, Guanhaben, Maninidra y Nenedan; mientras que los de Gáldar llamaban Adargoma, Tazarte, Doramas, Tixama, Gayfa y Caytafa.